# المركز الثقافي السوداني في قطر
المركز الثقافي السوداني بقطر هو مركز ثقافي سوداني بدولة قطر أُنشأ بمرسوم وزاري في إطار العلاقات السودانية القطرية والتبادل الثقافي بين قطر والسوداني.أُفتتح في 12 نوفمبر 2007م في حفلٍ قدمه الفنان السوداني محمد السني دفع الله وحضره مسوؤلين من وزارة الثقافة والفنون في دولة قطر وأعضاء السفارة السودانية وبعض السفراء من الدولة العربية، بحضور بعض رموز الثقافة في السودان منهم: الشاعر التجاني حاج موسى والموسيقار عبد اللطيف خضر الحاوي والموسيقار محمد آدم المنصوري.

## الموقع
أفتتح في موقعة القديم في منطقة الدفنة بالغرب من محطة بترول الخليج، وفي سبتمبر رمضان 2013م نّقل ألى مقره الحالي في منطقة مريخ بالقرب من منطقة أسباير.

## مكونات المركز
يحتوي المركز على قاعة كبيرة للبرامج الثقافية والاجتماعية وتقع في فناء المركز خارج المبنى الاساسي. في المبنى الأساسي الذي يتكون من طابقين في الطابق الأوّل توجد مكتبة الطيب صالح ثقافية سميت باسم الرّاحل الأديب السوداني العالمي الطيب صالح لدوره في نشر الثقافة السودانية ولارتباطه بدولة قطر. كما توجد بنفس الطابق قاعة الرّاحل البروفيسور إسماعيل البيلي وهو كذلك من أوائل السودانيين الذين عملوا في دولة قطر. وتوجد قاعة للتدريب والتدريس. في الطابق الارضي صالة فعاليات ثقافية صغيرة وصالة للموسيقى والمسرح.
يوجد بالمركز مطعم الحوش السوداني، وهو مطعم يقدّم الاطعمة والمشروبات السودانية، التي تعتبر جزء اصيل من الثقافة السودانية.
جدران فناء المركز مزينة بلوحات ورسومات من البيئة السودانية وبعض اللوحات التي توثّق للثورة السودانية قام برسمها الفنان التشكيلي السوداني إسماعيل عبد الحفيظ رئيس اتحاد الفنانيين التشكيليين السودانيين السابق.
توسعة المركز في شهر يونيو 2018 وقعت مؤسسة جاسم وحمد بن جاسم الخيرية مذكرة تفاهم مع المركز الثقافي السوداني، والتي تتضمن بناء قاعة متعددة الأغراض لفائدة أبناء الجالية السودانية بتكلفة مليون ريال قطري.

## أنشطة المركز
أستضاف المركز عدد من الكتاب من القطريين والمقيمون من الجنسيات الأُخرى منهم الروائي القطري عبد العزيز المحمود والروائي السوداني أمير تاج السر وحامد الناظر والروائي الإرتري حجي جابر. سبق لمؤسسة قطر أن عقدت ندوتين حول تاريخ السودان القديم ومملكة مروي عبر مشروع التنقيب عن الآثار الذي تنفذ في السودان كلية لندن الجامعية في قطر  التابعة لمؤسسة قطر.
برنامج شهر رمضان:
يقيم المركز برنامج ثابت في شهر رمضان عبر الخيمة الرمضانية التي تقدّم فطر الصائم على الطريقة السودانية، كذلك تقام معارض منتجات الأُسر السودانية لتوفير المواد الغذائية السودانية والملابس والعطور السودانية لأفراد الجالية السودانية